# جان پی. بیوکنن
جان پرایس بوکانان (John Price Buchanan) (زادهٔ ۲۴ اکتبر ۱۸۴۷ – درگذشتهٔ ۱۴ مه ۱۹۳۰)، سیاستمدار و مدافع کشاورزان آمریکایی بود. او به عنوان فرماندار تنسی از سال ۱۸۹۱ تا ۱۸۹۳ خدمت کرد و در اواخر دهه ۱۸۸۰ رئیس اتحادیه کشاورزان و کارگران تنسی بود. یگانه دوره کاری بوکانان به عنوان فرماندار توسط نبرد زغال‌سنگ کریک که یک شورش مسلحانه معدنچیان زغال‌سنگ کریک به منظور پایان دادن به سیستم اجاره افراد محکوم ایالتی بود، به هم خورد.

## اوایل زندگی
بوکانان پسر توماس و ربکا (شانون) بوکانان، زادهٔ ۲۴ اکتبر ۱۸۴۷ شهرستان ویلیامسون، تنسی بود. او به مدارس عمومی رفت و در سال ۱۸۶۴ به عنوان سرباز به سواره نظام چهارم آلاباما به ارتش مؤتلفه پیوست. پس از پایان جنگ او به شهرستان رادرفورد تنسی، جاییکه مشغول کشاورزی و دامپروری شد، نقل مکان کرد. تا دهه ۱۸۸۰ مزرعه ۳۲۵ جریب فرنگی (۱۳۲ هکتاری) او یکی از موفق‌ترین مزرعه‌های شهرستان بود.: 90  او در سال ۱۸۸۶ و بار دیگر در سال ۱۸۸۸ به کرسی این شهرستان در مجلس نمایندگان تنسی انتخاب گردید. از جمله قوانین که او پشتیبانی می‌کرد، لایحه‌ای بود که کسب و کار کشاورزان را از مالیات تجاری ایالت معاف می‌نمود.
در دهه‌های پس از نبردهای داخلی، کشاورزان تنسی با افت ارزش محصولات و صعود هزینه‌های حمل و نقل دست به گریبان بودند و خواستار تنظیم نرخ راه‌آهن شدند. فرماندار ویلیام بی. بیت در دور اول خود کمیسیون راه‌آهن را تأسیس کرده بود، اما حزب بوربون و بخش‌های اقتصادی آن در سال ۱۸۸۵ لایحه‌ای را که به این کمیسیون رسمیت می‌داد، لغو کردند که این عمل باعث خشم کشاورزان شد. کشاورزان این ایالت با تشکیل بخشی از اتحاد کشاورزان به نام اتحادیه کشاورزان تنسی در سال ۱۸۸۸، بوکانان را به عنوان اولین رئیس خود انتخاب کردند. سال بعدی بوکانان با ادغام اتحادیه کشاورزان با یک گروه رقیب به‌نام چرخ کشاورزی، اتحادیه کشاورزان و کارگران تنسی (TFLU) را ایجاد کرد.

## فرمانداری
تا اواخر دهه ۱۸۸۰، TFLU و هوادارانش جناح قابل توجهی از حزب ایالتی دموکرات‌ها را شامل می‌شدند که به دموکرات‌های «هایسید» یا «ولف – هت» معروف بودند. در کارزار انتخاب فرمانداران ۱۸۸۰، نماینده برحال رابرت لاو تیلور در پی برگزیده شدن مجدد نبود و در کنوانسیون ژوئیه حزب، جناح‌های مختلف نامزدهای خود را به نامزدی حزب مطرح کردند. جناح بوربون از نماینده کنگره جوسیاه پیترسن، جناح تازه جنوب از غول راه‌آهن جری باکستر و هایدها از بوکانان، حمایت کردند. بعد از شش روز و چندین دور رأی‌گیری، بوکانان پیروز اعلان شد. بسیاری از دموکرات‌ها به بوکانان تاختند و او را نامناسب‌ترین شخص برای احراز این کرسی خواندند: 92  و توسط روزنامه‌ها در سراسر ایالت به تمسخر گرفته شد.
بوکانان به علاوه رأی کشاورزان، رأی کارگران را با وعده انتصاب یک تن از کارگران به عنوان کمیسر کار، از آن خود کرد. او استدلال می‌کرد که بانک‌ها و سرمایه‌داران از نفوذ سیاسی زیادی برخوردار هستند به این اساس او پیشنهاد تنظیم نرخ راه‌آهن را به آنها داد. در پی تقویت نفوذ در میان کشاورزان سفیدپوست، بوکانان علیه لایحه فدرال (لاج بیل) برای حفاظت حق رأی سیاه‌پوستان در جنوب، کمپین کرد.: 93  او در روز انتخابات توانست به راحتی با به‌دست آوردن ۱۱۳٬۵۴۹ رأی در برابر ۷۶٬۰۸۱ رأی نماینده جمهوری خواهان لیویس باکستر و ۱۱٬۰۸۲ رأی نماینده حزب ممنوعیت دیوید کاتو کیل، برنده شود.
پس از مراسم سوگند وفاداری در اوایل سال ۱۸۹۱ بوکانان در همکاری با ائتلافی از دموکرات‌ها و جمهوری‌خواهان هایسد در قوه مقننه ایالتی، لوایح متعددی را به هدف کمک به کشاورزان و کارگران وضع کرد که از آن جمله می‌توان به قوانین تنظیم محصولات کودی و به رسمیت شناختن روز کارگر، اعمال محدودیت بر شرکت‌های خارجی که در تنسی کسب و کار می‌کردند و قانونی که عالی رتبهٔ ایالتی کار را تأسیس می‌کرد، نام برد.: 111  او برای سمت اخیر جورج فورد فعال فدراسیون کارگری را منصوب کرد: 84  و همچنین قانونی را امضاء کرد که برنامه درسی مدارس دولتی ایالت را استاندارد می‌کرد و لایحه‌ای را وضع کرد که حقوق بازنشستگی کهنه سربازان مؤتلفه را فراهم می‌کرد. بوکانان مالیات سرانه ایالت را افزایش داد و محدودیت‌های متعدد رأی‌گیری را به هدف سرکوب رأی آفریقایی-آمریکایی وضع کرد.: 133 

### جنگ زغالسنگ کریک
در ژوئیه ۱۸۹۱ یک شورش مسلحانه به‌نام جنگ زغال‌سنگ کریک در شرق تنسی زمانی به‌وقوع پیوست که شرکت معدن زغال‌سنگ تنسی اقدام به جایگزینی اعتصاب‌کنندگان در معدن بریسویل با افراد محکوم اجاره شده ایالت، کردند. اعتصاب‌کنندگان با جمع‌آوری محکومین آن‌ها را از طریق قطار به ناکسویل فرستادند و شرکت زغال‌سنگ تنسی (TCMC) خواستار این شدند که بوکانان با صدور هدایت به گارد ایالتی به این شورش پایان ببخشد. این امر حالت دشوار را به بوکانان که دربارهٔ حقوق کارگری کمپین کرده بود پیش کرد، اما به عنوان فرماندار موظف به اجرای قانون شد. علاوه بر این، در حالی که اتحادیه کشاورزان به دنبال پایان دادن به سیستم اجاره افراد محکوم بود، بوکانان از این اقدام آنها حمایت نمود و استدلال کرد که این رویکرد سبب جلوگیری از ضایع شدن صدها هزار دلار دولت می‌گردد.: 53 
در ۱۶ ژوئیه بوکانان که ریاست سه شرکت گارد ایالتی را داشت، شخصاً متهمین را از ناکسویل به نزدیکی‌های دیوارهای محافظتی دره زغال‌سنگ کریک اسکورت کرد. او با رهبران معدن‌چیان شامل در اعتصاب در نزدیکی بریسویل ملاقات کرد و به آن‌ها اطمینان داد در حالی که همکار با کارگران است، اما چاره‌ای جز حمایت از قانون ندارد. یکی از رهبران اعتصاب کنندگان، یک معدنچی سیاه‌پوست به‌نام اویجن مرل، اظهارات بوکانان را رد کرد و او استدلال می‌کرد که اگر بوکانان قصد اجرای قانون را دارد، پس باید قوانین را که در مورد ضرورت به مسئول وزن سنجی (شخص که زغال‌سنگ را وزن می‌کند و نظر به آن مزد معدنچی پرداخت می‌گردد) مستقل و پرداخت دستمزد آنها با ارز پذیرفته شده معمول که شرکت زغال‌سنگ تنسی همواره آن را نادیده گرفته بود، مورد حمایت قرار بدهد.: 85  روز بعد فرماندار بعد از اظهارات این مرد به نشویل بازگشت و دیوارهای محافظت شده دره را تحت حفاظت ۱۰۷ نگهبان رها کرد.: 85 
در ۲۰ ژوئیه، درست چند روز پس از ترک دره توسط بوکانان، معدنچیان اعتصاب‌کننده به دنبال از پا درآوردن نگهبانانی که از دیوارهای محافظ وی در بریسویل و اطراف معدن زغال‌سنگ محافظت می‌کردند، بار دیگر محکومان را به ناکسویل فرستادند. بوکانان پس از ملاقات با رهبران کارگری و تجاری در ناکسویل در مورد آتش‌بس ۶۰ روزه با معدنچیان مذاکره کرد و موافقت کرد که جلسه ویژه قوه مقننه ایالتی را برای پایان دادن به سیستم اجاره محکومان فراخواند. او همچنین دوازده شرکت گارد را برای حفاظت از انبارهای معدن زغال‌سنگ کریک فراخواند.: 89 
قوه مقننه ایالتی در جلسه ویژه‌ای در سپتامبر ۱۸۹۱ نشستی را برگزار کردند تا سیستم اجاره افراد محکوم و رویدادهای پیرامون جنگ زغال‌سنگ کریک را مورد بحث قرار بدهند. بوکانان پیشنهاد کرد که قراردادهای موجود را برای حفاظت از معدن‌چیان خود سر اصلاح کنند و خواستار ایجاد یک بازداشتگاه ایالتی شد. در حالی که قوه مقننه حقوق دسترسی معدن‌چیان به مسئول وزن سنجی مستقل و پرداخت ارز پذیرفته شده را تأیید می‌کرد، از پایان دادن به سیستم اجاره فرد محکوم خودداری کرد و لوایح را تصویب کرد که دخالت در امور افراد محکوم ایالتی را جرم حساب کرد.: 128 